# Dagi Kieffer
Dagi Kieffer (* 25. August 1925 in Karlsruhe; † 26. Januar 2021 in Wachenheim) war Vorsitzende des Stiftungsrats der Stiftung Ökologie & Landbau.

## Werdegang
Dagi Kieffer wuchs in der Südpfalz auf. Sie hat der von ihrem Mann Karl Werner Kieffer (1912–1995) gegründeten Stiftung von Anfang an wichtige Impulse gegeben. Als sich die Stiftung Mitte der 1970er Jahre verstärkt mit den Themen ökologischer Landwirtschaft, gesunder Ernährung und Weinbau beschäftigte, setzte sich Dagi Kieffer engagiert ein. Ein weiteres Anliegen ist es, die Interessen der verschiedenen Gruppierungen des Ökolandbaus zu bündeln. Ab 1976 war sie mehrere Jahre im Vorstand der Internationalen Vereinigung der ökologischen Landbaubewegungen (IFOAM). 1977 übernahm sie die Herausgabe der Zeitschrift Ökologie & Landbau. Von 1975 bis 1990 war Dagi Kieffer im Kuratorium der Stiftung Ökologie & Landbau (SÖL) und von 1990 bis 2015 als Vorsitzende im Stiftungsrat für die Weiterentwicklung und Verbreitung des Biolandbaus aktiv.

## Auszeichnungen
- 1988: Bodo-Manstein-Medaille
- 1996: Francé-Verdienst-Medaille der Gesellschaft für Boden, Technik, Qualität (BTQ)
- 1996: Bundesverdienstkreuz am Bande
- 2007: Verdienstorden des Landes Rheinland-Pfalz
- 2012: EuroNatur-Preis[4]